# Călan
Călan (pronunciació en romanès: [kəˈlan]; en alemany: Klandorf; en hongarès: Pusztakalán o Kalán) és una ciutat del comtat de Hunedoara (Romania).
Dotze pobles són administrats per la ciutat: Batiz (Batiz), Călanu Mic (Kiskalán), Grid, Nădăștia de Jos (Alsónádasd), Nădăștia de Sus (Felsőnádasd), Ohaba Streiului (Sztrigyohába), Sâncrai (Szentkirály), Sântăria Kőboldogfalva), Strei (Zeikdorf; Zeykfalva), Strei-Săcel (Sztrigyszacsal), Streisângeorgiu (Sztrigyszentgyörgy) i Valea Sângeorgiului (Szentgyörgyválya).

## Geografia
La ciutat es troba a la part central del comtat, a la històrica regió de Țara Hațegului. Es troba a la vall del riu Strei 230 m (750 peus) altitud.
Travessat per la carretera nacional DN66, Călan es troba a una distància de 10 km (6,2 mi) de Hunedoara, 15 km (9,3 mi) de Simeria i 28 km (17 mi) de la seu del comtat, Deva. L'estació de ferrocarril de Călan dona servei a la línia de ferrocarril CFR que connecta Simeria amb Petroșani.

## Població
Segons el cens del 2011 hi havia una població total d'11.279 persones que vivien en aquesta ciutat.
- Ordenats per nacionalitat (enquestats per als quals hi havia dades disponibles):
  - 9.716 romanesos (92,17%)
  - 525 hongaresos (4,98%)
  - 161 romaní (1,52%)
  - 99 alemanys (0,93%)
- Ordenat per religió:
  - 10.788 ortodoxos
  - 1.199 catòlics romans
  - 399 grec catòlic
  - 200 reformats

## Història
- Hi havia un poble a Dàcia conegut com Aquae. Les proves arqueològiques mostren que el lloc va estar habitat durant molt de temps.
- 1387 - Esmentat per primera vegada en un document.
- 1961 - Călan esdevé una ciutat.

Els punts d'interès inclouen les acereries Călan, l'església Strei i l'església Streisângeorgiu.

## Fills il·lustres
- Gheorghe Barbu
- István Szőts